# Les Corts
Les Corts este un district din Barcelona.

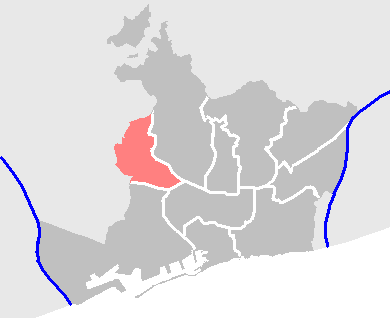
Ditrictul Les Corts pe harta Barcelonei